# مارتن دوغاتي
مارتن دوغاتي (بالإنجليزية: Martin Doughty)‏ هو عالم بيئة بريطاني، ولد في 11 أكتوبر 1949، وتوفي في 4 مارس 2009.